# Hand in hand (escola)

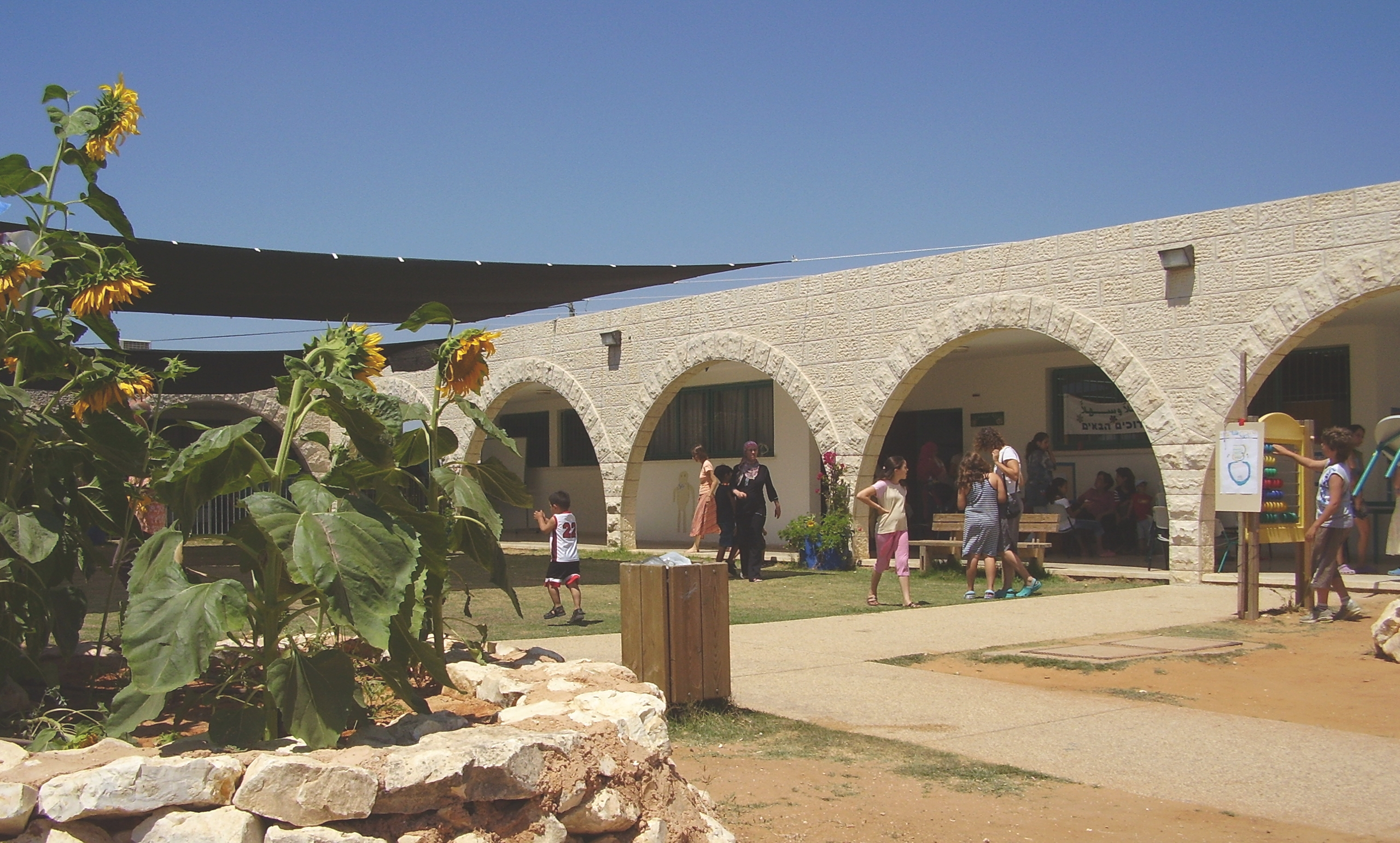
Escola hand in hand.

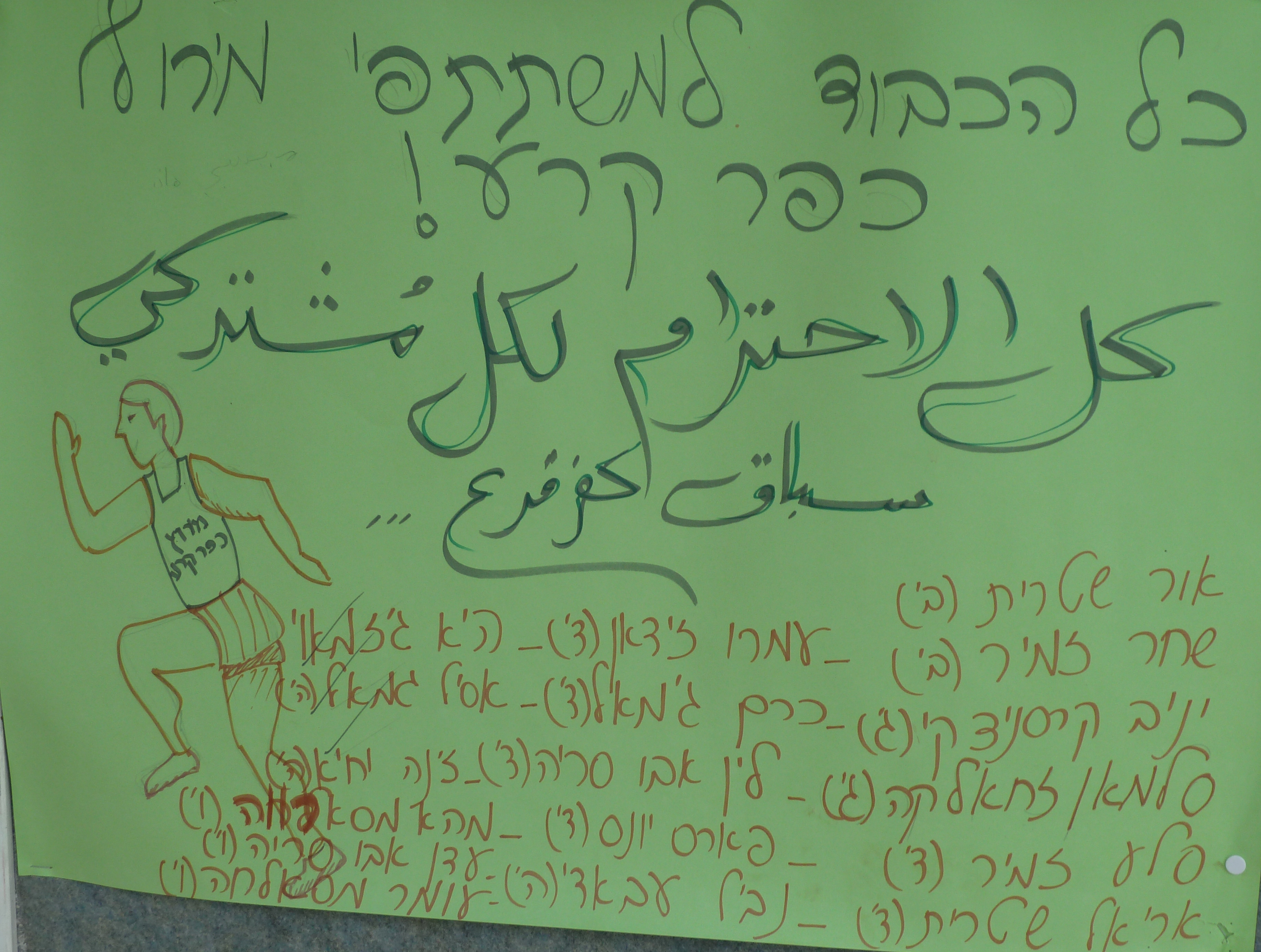
Escola hand in hand.

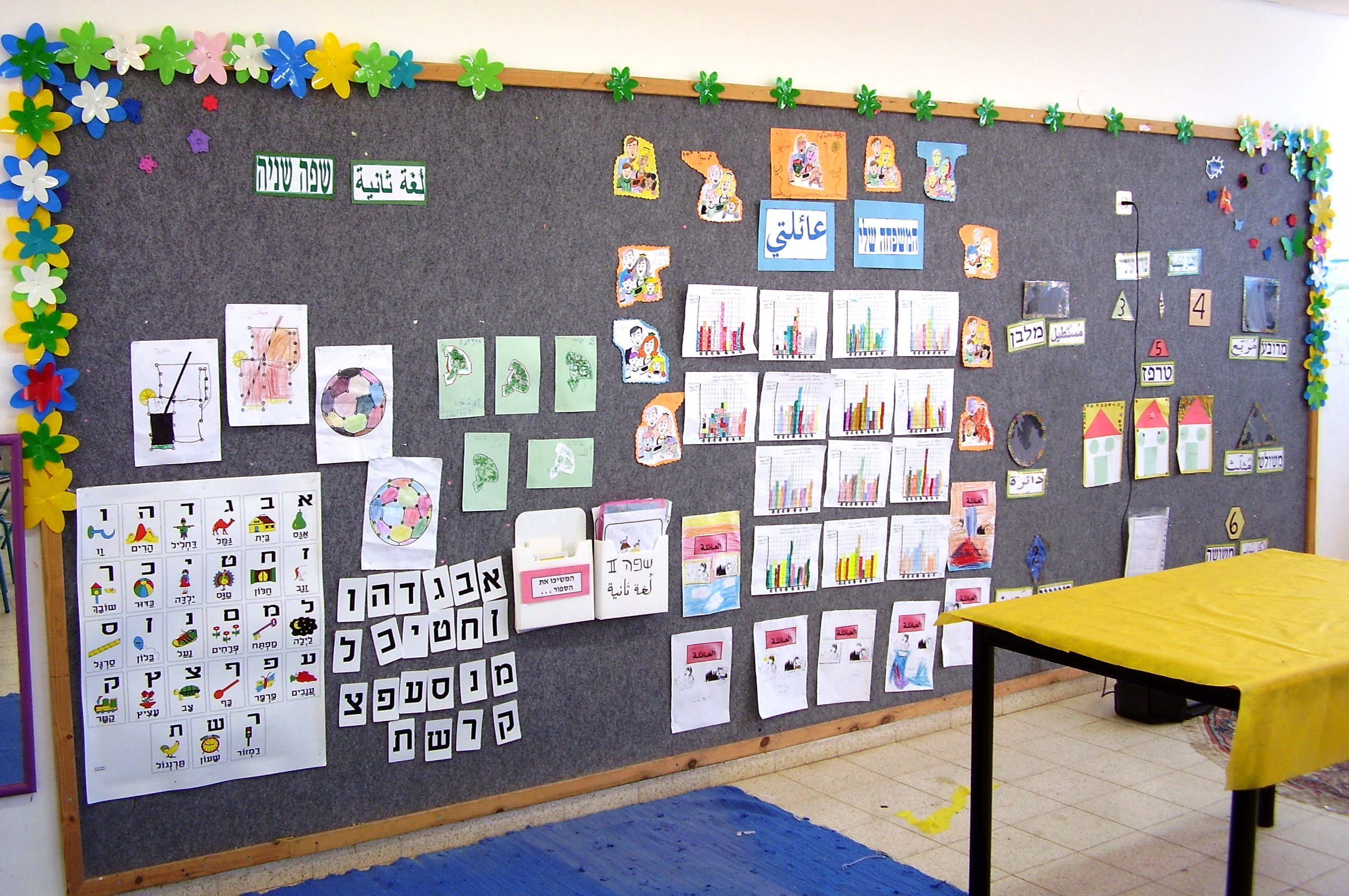
Escola hand in hand.

Mà a mà, (en hebreu: יד ביד: המרכז לחינוך יהודי ערבי בישראל) (en àrab: يدا بيد: مركز التربية اليهودي العربي في إسرائيل) (en anglès: Max Rayne Hand in Hand Bilingual School) també és anomenada escola Max Rayne, és un projecte educatiu, a Israel, destinat a l'ensenyament mixt, a on estudien junts infants àrabs i nens jueus.

## Educació a Israel
A Israel els ciutadans jueus i àrabs viuen en un medi ambient molt separat però en àrees estretament adjacents. En el sistema educatiu d'aquell país coexisteixen quatre diferents tipus d'escola: escoles estatals, escoles estatals religioses jueves en llengua hebrea, escoles estatals àrabs musulmanes o cristianes, escoles estatals druses en llengua àrab i escoles privades.
No existeix cap mena de prohibició, però, degut a les diferències culturals, els nens àrabs, siguin cristians o musulmans, mai van a l'escoles jueves, i els nens jueus, procedeixin de famílies religioses o no, no s'acosten a les escoles àrabs. La diferència rau en la llengua en la que s'imparteix l'ensenyament, en el currículum escolar, en les festes nacionals que se celebren, en la història que s'estudia, i en els dies festius en els que no hi ha classes.
Aquesta separació porta conseqüències en la vida social de les persones, totes elles són ciutadans israelians, però de cultures molt diferents. Les cultures cristiana, drusa, jueva i musulmana coexisteixen a Israel l'una al costat de l'altre però no de manera integrada. Els nens solen tenir amics del seu mateix origen ètnic.

## Centre educatiu
Mà a mà és un centre d'educació àrab-jueu que compta amb cinc escoles en tot Israel. La seu de Jerusalem, fou fundada en 1998, i va ser la pionera d'aquest projecte. Una altra de les seus, fou fundada en 2003, i està situada a Kfar Kara, a Israel, en una petita ciutat àrab, a on els seus habitants residents són musulmans.
Es tracta d'escoles públiques que són gestionades amb diners que procedeixen de fons públics i una part de donacions privades. Allí els nens palestins i jueus estudien junts. La seu de Haifa, ara com ara, és privada, encara que els pares estan intentant que el municipi es faci càrrec del manteniment. La ciutat els ve contestant que, atès que l'escola pública és mixta, no necessiten escoles especials. Aquesta escola, tot i ser privada, té centenars de nens en llista d'espera per falta de vacants.
Aquest centre educatiu ofereix un ensenyament bilingüe en àrab i en hebreu, que reben tant els infants israelians com els nens palestins. Els estudiants provenen de tota classe d'estrats socials: fills de professionals o fills d'empleats molt humils.
Mentre que en la majoria de les escoles a Israel els nens estan separats per la seva religió, en aquesta escola pública s'intenta construir l'amistat i l'enteniment cultural entre els palestins i els jueus, en un esforç per trobar una convivència en harmonia, educant als nens àrabs, musulmans, cristians, jueus i drusos.
Allí el pla d'estudis és únic, ja que tenen cursos en àrab i en hebreu, i el calendari escolar reconeix punt les festivitats religioses jueves, com les musulmanes i les cristianes.
Els nens tenen classes integrades, es discuteixen obertament les diferències en la cultura, la religió i el punt de vista històric. S'ensenya la tolerància, el respecte i la convivència. S'estudia la Torà i l'Alcorà i es commemoren tant el Yom Ha'atzmaut com la Nakba.
L'objectiu és crear vincles i formes de convivència per contribuir a buscar escenaris de pau i convivència entre els diferents pobles en un ambient a on es fomenta el respecte per l'altre.

## Caminem junts
En 2012 van editar un video en contra de l'ús de la violència i de la guerra. Durant el conflicte de 2014 els pares dels estudiants van marxar pels carrers de Jerusalem amb el lema «Àrabs i jueus es neguen a ser enemics» vestits amb samarretes amb la inscripció en àrab i en hebreu «Caminem junts».